# London Grand Prix

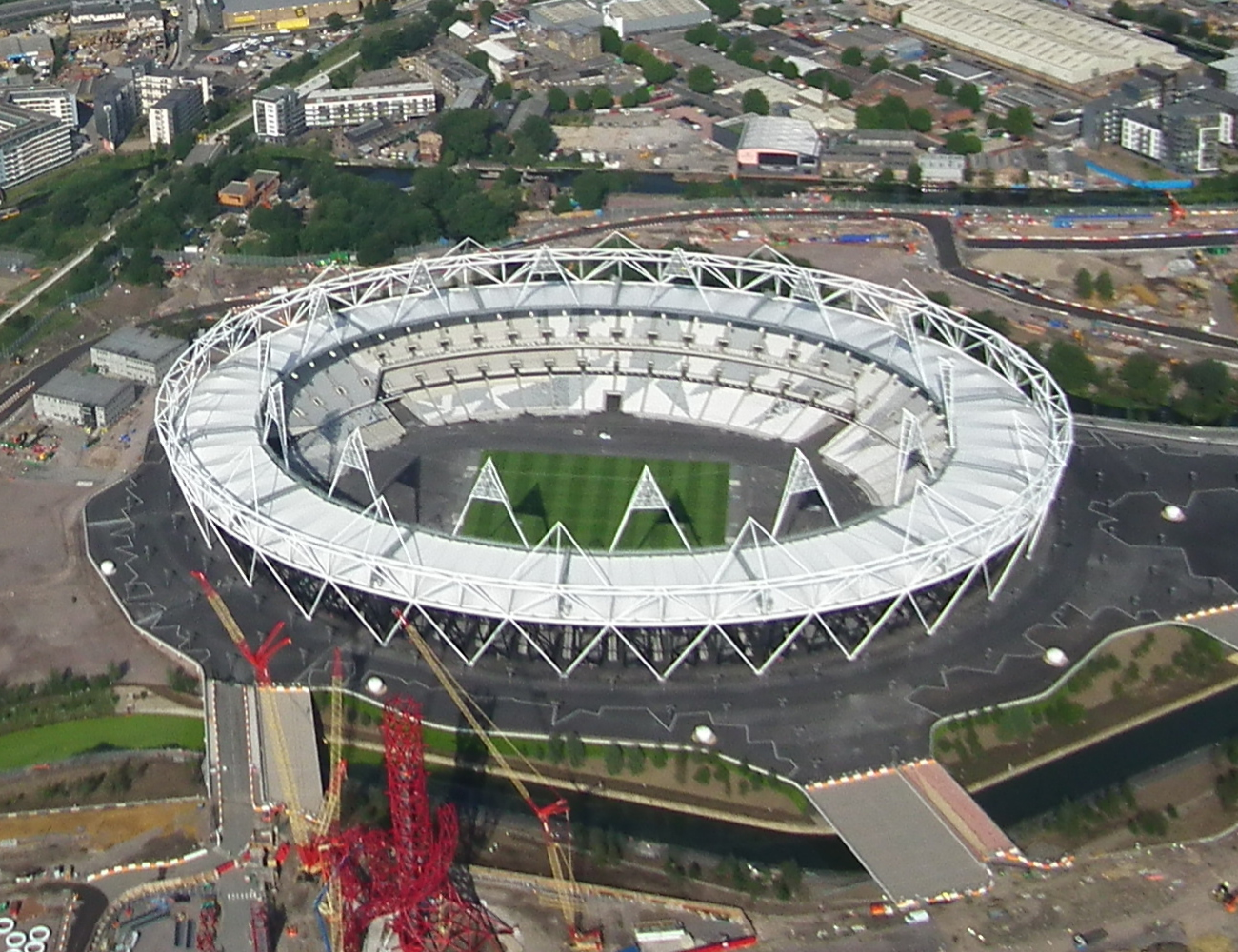
Estádio olímpicos de Londres

London Grand Prix é um meeting de atletismo que se desenrola todos os anos em Londres, Reino Unido, desde 1953. Faz parte atualmente da Liga de Diamante e é sediado no Estádio Olímpico de Londres, em regra acontece sempre em maio.